# Замрій Денис Миколайович
Замрій Денис Миколайович (рос. Замрий Денис Николаевич, 24 травня 1974 року) — український сценарист, письменник, педагог, медіатренер.

## Життєпис
Народився у 1974 році в місті Запоріжжя. Дитинство та юність провів в місті Севастополь. 
Закінчив Київський інститут театрального мистецтва ім. Карпенко-Карого, кінофакультет, майстерня Григорія Кохана. Сценарист та телевізійний продюсер. 
Викладач драматургії та сценарного мистецтва у кількох освітніх проєктах, зокрема в проєкті Інтершкола. 
Член Української кіноакадемії. Член професійної спілки сценаристів України. Член Національної спілки кінематографістів України. 
Заступник директора в Український інститут підвищення кваліфікації працівників телебачення, радіомовлення і преси (УТРПІ).

## Фільмографія
2022 - Сміятися Odesa Film Production
2021 - Лабороверум Meteor Production
2021 - Небезпечна гра. IdeaFilms
2021 - Помідорчик. Odesa Film Production
2020 - "Лікар Філатов". Одеська кіностудія
2011 – «Той хто пройшов крізь вогонь». Студія "Інсайт медіа" (у співавторстві з Михайлом Іллєнком і Костянтином Коноваловим))
2011 – «Кохаю і крапка». Студія «Фільм порт»
2009 – «Відторгнення». Студія «MMG Films»
2009 – «Полювання на Вервольфа». Студія «Film.ua»
2008 – «Не намагайтеся зрозуміти жінку». Студія «Intra film»
2008 – «Альпініст». Студія «Aurora»
2007 – «7 днів до весілля». Студія «Inter Media Production»
2007 – «Кука». Студія «Staralis film»
2007 – «Старі полковники». Студія «Film.ua»

## Освітня діяльність
- Онлайн-лабораторія Жовтого автобуса: Сценарій[19]
- Онлайн-лабораторія Жовтого автобуса: Тизер Сценарій[20]